# Tezontlalpan de Zapata
Tezontlalpan es una población del municipio de Hueypoxtla, uno de los 125 municipios del Estado de México en México. Es una comunidad rural y según el censo del 2020 tiene una población total de 1721 habitantes.

## Geografía
El pueblo de Tezontlalpan de Zapata es la última localidad del Noreste del Estado del México, es una población fronteriza con el Estado de Hidalgo, limita con la localidad de Chapultepec de Pozos. Cruza la Sierra de Tezontlalpan por la localidad, es un límite natural que divide ambos estados.